# Яхмес, сын Эбаны
Яхмес, сын Эбаны (адмирал Яхмос) — древнеегипетский вельможа, член династии номархов Нехена (современный Эль-Каб). Яхмес известен тем, что в его гробнице была найдена надпись, сообщающая о подвигах этого номарха во времена фараона Яхмоса I, эта надпись содержала важные сведения об исторических событиях во времена этого фараона. Почти всё, что известно об этом номархе, учёные узнали из высеченной на стене в гробнице Яхмеса автобиографии.

## Семья
Род Яхмеса был достаточно богат и восходил к XIII династии. Отец Яхмеса занимал должность командующего флотом. Согласно надписи на стене гробницы Яхмеса, он был «офицером при царе Секеннира».

## Жизнь
Яхмес, сын Эбаны, был вельможей нома Нехен. Согласно надписи в его гробнице, он ещё юношей нёс службу на боевом египетском корабле «Телец». Затем, вскоре после его женитьбы, Яхмеса перевели в северный флот, во время осады Авариса он сражался в рядах пехоты вблизи царя. Затем его перевели на корабль «Сияющий в Мемфисе», и он принял участие в битвах на озёрах и каналах вокруг Авариса. Яхмес упоминает о многочисленных наградах, которыми осыпал его царь за убийства и пленения врагов при захвате Авариса: награды эти состояли из своеобразного древнеегипетского ордена — «золота храбрости» — и захваченных им пленников, отданных ему в рабство.
После захвата Авариса Яхмес принял участие в захвате Палестины, он лично участвовал в захвате города гиксосов Шарухена. После этого Яхмес принял участие в ряде кампаний Яхмоса I против Куша (современная Нубия) (а также в разгроме некоего Тетиана и ещё одного бунтовщика, не названного по имени). За участие в этих кампаниях Яхмес также получил немало наград.
Последний поход с участием Яхмеса был предпринят уже в правление фараона Тутмоса I, это был азиатский поход, который закончился тем, что египтяне дошли до Евфрата и дали там бой. Согласно воспоминаниям Яхмеса, на этот раз он сам был командующим в битве. Вскоре после этого сражения Яхмес умер.

## Значение для египтологии
Автобиографическая надпись в гробнице Яхмеса имела огромное значение для египтологии, благодаря ей египтологам стало известно о том, как были окончательно разбиты и изгнаны гиксосы, а также о завоевании Яхмосом I Палестины и Куша.
Также благодаря похвальбам Яхмеса о земельных наделах, которые подарил ему фараон, египтологам стало известно что Яхмос I во внутренней политике поощрял номархов, даря им земельные наделы и таким образом удерживая их верность.